# Saison 1948-1949 de la LNH
Saison précédente Saison suivante
La saison 1948-1949 est la 32e saison de la Ligue nationale de hockey. Les six équipes ont joué chacun 60 matchs.

## Saison régulière
Don Gallinger accusé de paris illégaux la saison précédente avoue les faits en espérant couper court à la punition mais il n'est pas pour autant gracié est exclu à vie de la ligue.
Le 8 octobre, première journée de la saison, les Rangers de New York jouent leur premier match contre les Canadiens de Montréal. Le voyage en bus se passe mal et le bus entre en collision avec un camion et de nombreux joueurs dont Buddy O'Connor, Frank Eddolls, Edgar Laprade, Bill Moe, Tony Leswick sont blessés. Les Rangers ne s'en remettent pas de la saison et ils finissent derniers du championnat avec 133 buts marqués.
Le 25 novembre au cours d'un match à Montréal entre les Canadiens et les Maple Leafs de Toronto un record de dix pénalités majeures distribuées est atteint. Tout commence par une mise en échec avec le coude de Ken Mosdell sur Gus Mortson, celui-ci réplique par un coup de crosse et Maurice Richard intervient puis d'autres joueurs s'en mêlent. Mortson, Richard, Howie Meeker et Mosdell sont alors exclus du match. Le match reprend à peine qu'une seconde bagarre commence avec Ken Reardon, Joe Klukay, Bill Barilko, Billy Reay puis Hal Laycoe et Garth Boesch. Ils sont également exclus du match qui se termine sur le score de 2 buts à 0 pour les Maple Leafs.
Au cours de la saison, l'ancien défenseur des Pirates de Pittsburgh, Tex White meurt à l'âge de 48 ans dans son lit à Port Colborne en Ontario.
Les franchises des Red Wings de Détroit et des Canadiens de Montréal perdent des joueurs clés cette saison sur blessure (Gordie Howe pour Détroit et Elmer Lach et Émile « Butch » Bouchard pour les Canadiens).
Bill Durnan de Montréal vit une seconde partie de saison de folie et réalise même quatre matchs consécutifs sans encaisser le moindre but et ne prend qu'un but au bout du 5e match après 309 minutes et 21 secondes d'invincibilité. Sur la saison, le gardien réalise dix blanchissages et reconquiert le Trophée Vézina pour la 5e fois en 6 saisons.

### Classement final
Les quatre premières équipes sont qualifiées pour les séries éliminatoires.
| Clt   | Équipe                 | PJ | V  | D  | N  | BP  | BC  | Pts |
| ----- | ---------------------- | -- | -- | -- | -- | --- | --- | --- |
| +001, | Red Wings de Détroit   | 60 | 34 | 19 | 7  | 195 | 145 | 75  |
| +002, | Bruins de Boston       | 60 | 29 | 23 | 8  | 178 | 163 | 66  |
| +003, | Canadiens de Montréal  | 60 | 28 | 23 | 9  | 152 | 126 | 65  |
| +004, | Maple Leafs de Toronto | 60 | 22 | 25 | 13 | 147 | 161 | 57  |
| +005, | Black Hawks de Chicago | 60 | 21 | 31 | 8  | 173 | 211 | 50  |
| +006, | Rangers de New York    | 60 | 18 | 31 | 11 | 133 | 172 | 47  |

- Vainqueur du trophée Prince de Galles
- Qualifié pour les séries éliminatoires

### Meilleurs pointeurs
| Joueur       | Équipe             | PJ | B  | A  | Pts | Pun |
| ------------ | ------------------ | -- | -- | -- | --- | --- |
| Roy Conacher | Chicago            | 60 | 26 | 42 | 68  | 8   |
| Doug Bentley | Chicago            | 60 | 23 | 43 | 66  | 38  |
| Ted Lindsay  | Détroit            | 50 | 26 | 28 | 54  | 97  |
| Sid Abel     | Détroit            | 60 | 28 | 26 | 54  | 49  |
| Jim Conacher | Chicago et Détroit | 59 | 26 | 23 | 49  | 43  |
| Paul Ronty   | Boston             | 60 | 20 | 29 | 49  | 11  |

## Séries éliminatoires de la Coupe Stanley

### Tableau récapitulatif
|  | Demi-finales                          | Demi-finales                          | Demi-finales                          | Demi-finales                          |   |                      | Finale                | Finale                | Finale                | Finale                |
|  |                                       |                                       |                                       |                                       |   |                      |                       |                       |                       |                       |
|  | 22, 24, 26, 29, 31 mars, 2 et 5 avril | 22, 24, 26, 29, 31 mars, 2 et 5 avril | 22, 24, 26, 29, 31 mars, 2 et 5 avril | 22, 24, 26, 29, 31 mars, 2 et 5 avril |   |                      | 7, 10, 11 et 14 avril | 7, 10, 11 et 14 avril | 7, 10, 11 et 14 avril | 7, 10, 11 et 14 avril |
|  | 1                                     | Red Wings de Détroit                  | 4                                     | 4                                     |   |                      | 7, 10, 11 et 14 avril | 7, 10, 11 et 14 avril | 7, 10, 11 et 14 avril | 7, 10, 11 et 14 avril |
|  | 1                                     | Red Wings de Détroit                  | 4                                     | 4                                     |   |                      | 7, 10, 11 et 14 avril | 7, 10, 11 et 14 avril | 7, 10, 11 et 14 avril | 7, 10, 11 et 14 avril |
|  | 3                                     | Canadiens de Montréal                 | 3                                     | 3                                     |   |                      | 7, 10, 11 et 14 avril | 7, 10, 11 et 14 avril | 7, 10, 11 et 14 avril | 7, 10, 11 et 14 avril |
|  | 3                                     | Canadiens de Montréal                 | 3                                     | 3                                     | 1 | Red Wings de Détroit | 0                     | 0                     |                       |                       |
|  | 22, 24, 26, 29 et 30 mars             |                                       |                                       |                                       | 1 | Red Wings de Détroit | 0                     | 0                     |                       |                       |
|  |                                       |                                       | 4                                     | Maple Leafs de Toronto                | 4 | 4                    |                       |                       |                       |                       |
|  | 2                                     | Bruins de Boston                      | 4                                     | Maple Leafs de Toronto                | 4 | 4                    | 1                     | 1                     |                       |                       |
|  | 2                                     | Bruins de Boston                      |                                       |                                       |   |                      |                       | 1                     |                       |                       |
|  | 4                                     | Maple Leafs de Toronto                | 4                                     | 4                                     |   |                      |                       |                       |                       |                       |
|  | 4                                     | Maple Leafs de Toronto                | 4                                     | 4                                     |   |                      |                       |                       |                       |                       |

### Finale de la Coupe Stanley
| 8 avril | Détroit | 2-3 | Toronto |  |

| 10 avril | Détroit | 1-3 | Toronto |  |

| 13 avril | Toronto | 3-1 | Détroit |  |

| 16 avril | Toronto | 3-1 | Détroit |  |

Toronto gagne la série et la Coupe Stanley sur le score de 4 matchs à 0.

## Honneurs remis aux joueurs et équipes

### Trophées
| Trophée           | Joueur           | Équipe                 |
| ----------------- | ---------------- | ---------------------- |
| Trophée Calder    | Pentti Lund      | Rangers de New York    |
| Trophée Art-Ross  | Roy Conacher     | Black Hawks de Chicago |
| Trophée Hart      | Sid Abel         | Red Wings de Détroit   |
| Trophée Lady Byng | Bill Quackenbush | Red Wings de Détroit   |
| Trophée Vézina    | Bill Durnan      | Canadiens de Montréal  |

| Trophée                  | Équipe                 |
| ------------------------ | ---------------------- |
| Trophée Prince de Galles | Red Wings de Détroit   |
| Trophée O'Brien          | Red Wings de Détroit   |
| Coupe Stanley            | Maple Leafs de Toronto |

### Équipes d'étoiles
| Position       | Première équipe  | Première équipe        | Deuxième équipe | Deuxième équipe        |
| Position       | Joueur           | Équipe                 | Joueur          | Équipe                 |
| -------------- | ---------------- | ---------------------- | --------------- | ---------------------- |
| Gardien de but | Bill Durnan      | Canadiens de Montréal  | Chuck Rayner    | Rangers de New York    |
| Défenseur      | Bill Quackenbush | Red Wings de Détroit   | Glen Harmon     | Canadiens de Montréal  |
| Défenseur      | Jack Stewart     | Red Wings de Détroit   | Ken Reardon     | Canadiens de Montréal  |
| Ailier gauche  | Roy Conacher     | Black Hawks de Chicago | Ted Lindsay     | Red Wings de Détroit   |
| Centre         | Sid Abel         | Red Wings de Détroit   | Doug Bentley    | Black Hawks de Chicago |
| Ailier droit   | Maurice Richard  | Canadiens de Montréal  | Gordie Howe     | Red Wings de Détroit   |